# Lurgan
Lurgan är en ort i Storbritannien.   Den ligger i distriktet Armagh City, Banbridge and Craigavon och riksdelen Nordirland, i den västra delen av landet, 500 km nordväst om huvudstaden London. Lurgan ligger 48 meter över havet och antalet invånare är 23 000.
Terrängen runt Lurgan är platt. Runt Lurgan är det ganska tätbefolkat, med 166 invånare per kvadratkilometer. Närmaste större samhälle är Craigavon, 4,1 km sydväst om Lurgan. Trakten runt Lurgan består i huvudsak av gräsmarker.